# El otro lado del paraíso
O Outro Lado do Paraíso (título en españolː El Otro Lado del Paraíso) es una telenovela brasileña producida y emitida por TV Globo, que se estrenó el 23 de octubre de 2017, en sustitución de A Força do Querer, y finalizó el 11 de mayo de 2018, siendo reemplazada por Segundo Sol. Fue la 13.ª telenovela exhibida en el horario de las 21 horas, y contó con 172 capítulos grabados. Fue creada por Walcyr Carrasco y dirigida por Mauro Mendonça Filho y André Felipe Binder.
Fue protagonizada por Bianca Bin, Glória Pires y Thiago Fragoso; Sérgio Guizé y Rafael Cardoso en rol protagónico antagónico; coprotagonizada por Érika Januza y Caio Paduan; con las actuaciones estelares de Lima Duarte, Fernanda Montenegro, Laura Cardoso, Nathalia Timberg y con las demás participaciones antagónicas de Marieta Severo, Fernanda Rodrigues, Grazi Massafera, Eliane Giardini, Luís Melo, Eriberto Leão, Juca de Oliveira, Bárbara Paz, Tainá Müller, Flávio Tolezani y Patrícia Elizardo.
Según el autor, la trama es dictada por la ley del retorno y la creencia de que un día la justicia llega para todos, pues tarde o temprano la vida se encarga de "dar el cambio", y todo lo que se hace un día se vuelve contra sí mismo. Temas como el machismo, el racismo, la homofobia, la pedofilia y el enanismo también se abordan en la novela.

## Sinopsis
La trama tiene dos fases y comienza en Tocantins. La primera fase, establecida en 2007, presenta a la profesora Clara (Bianca Bin), una inocente joven huérfana que vive con su abuelo Josafat (Lima Duarte) dueño de un bar, en Jalapão. Ella conoce a Gael (Sergio Guizé), heredero de una familia en decadencia de Palmas, y termina enamorándose de él. Sin embargo, Clara sufre por el carácter explosivo y extremadamente sexista de Gael y termina siendo aconsejada por Sophia (Marieta Severo), su suegra, que se muestra comprensiva. Detrás de la dureza de Sophia, que es solo una fachada, se esconde una ambición por las tierras de Josafat, donde se descubrió una mina de esmeraldas agotada, que ni él ni su nieta tienen el menor interés en explotar después de una tragedia que provoca la muerte del padre de Clara e hijo de Josafá, Jonás (Eucir de Souza). Sophia, una mujer dominante, con voluntad propia, astuta y falsa, urde un plan para deshacerse de Clara y finalmente interna a su nuera en una clínica psiquiátrica durante 10 años.
La segunda fase, ambientada en la actualidad, presenta a Clara tratando de escapar de la clínica psiquiátrica, sin entender al principio cómo llegó allí, pero luego descubre que fue víctima de un gran golpe. Allí conoce a la misteriosa Beatriz (Nathalia Timberg), su única amiga. Se encuentra con Renato (Rafael Cardoso), un amigo enamorado de ella, que la ayudará en su plan de venganza contra siete personas: Sophia, Gael, la sensual y peligrosa cuñada Livia (Grazi Massafera), el juez Gustavo (Luís Melo) y su esposa Nádia (Eliane Giardini), el psiquiatra Samuel (Eriberto Leão) y el delegado Vinicius (Flávio Tolezani), mientras trataba de encontrar nuevamente a su hijo Tomás (Vitor Figueiredo), además del padre y la abuela del chico, algunos de los enemigos de Clara.

## Producción
Cauã Reymond y Carolina Dieckmann tuvieron roles principales en la trama, pero el primero rechazó la oferta debido a los compromisos de una película, mientras que Dieckmann prefirió aceptar una llamado a la próxima telenovela de Aguinaldo Silva. Fueron reemplazados, respectivamente, por Rafael Cardoso y Grazi Massafera. Nathalia Dill fue invitada poco después para el papel, pero también lo rechazó, alegando que necesitaba tiempo para descansar su imagen ya que había protagonizado 'Rock Story'. Maitê Proença fue una de las que más tarde abandonó el elenco. La actriz Laís Pinho fue anunciada para el elenco de la trama, pero en agosto se anunció que actuaría en otra telenovela, O Apocalipse.
Cuando se dio a conocer una parte de la sinopsis de la trama se señaló un cierto parecido con la novela estadounidense La Patrona. Ambos tienen en común el hecho de que la protagonista es hospitalizada en una clínica psiquiátrica por el villano de la trama.

## Elenco
- Bianca Bin como Clara Tavares
- Marieta Severo como Sofía Montserrat Villana principal
- Sérgio Guizé como Gael Montserrat
- Thiago Fragoso como Patrick de Sá Junqueira
- Rafael Cardoso como Renato Loureiro † Villano
- Glória Pires como Elizabeth Montserrat
- Grazi Massafera como Lívia Montserrat
- Fernanda Rodrigues como Fabiana de Sá Junqueira
- Lima Duarte como Josafá Tavares
- Fernanda Montenegro como Mercedes Alcântara
- Eliane Giardini como Nádia Vasconcelos
- Caio Paduan como Bruno Vasconcelos
- Érika Januza como Raquel Custódio
- Patricia Elizardo como Antônia Mendes (Tônia)
- Nathalia Timberg como Beatriz de Sá Junqueira †
- Juliano Cazarré como Mariano
- Flávio Tolezani como Vinício Gomes † Villano
- Eriberto Leão como Samuel dos Passos
- Luís Melo como Gustavo Vasconcelos
- Julia Dalavia como Adriana Montserrat
- Emílio de Mello como Enrique Montserrat
- Marcello Novaes como Renan Cerqueira
- Juca de Oliveira como Natanael Montserrat † Villano
- Bárbara Paz como Joana Medeiros
- Laura Cardoso como Madame Caetana †
- Raphael Viana como Laerte †
- Zezé Motta como Mãe Quilombo
- Anderson di Rizzi como Juvenal
- Pedro Carvalho como Amaro Antunes
- Arthur Aguiar como Diego Vasconcelos
- Genésio de Barros como Raúl Ignácio Barros
- Juliana Caldas como Julia de Aguiar Monserrat
- Ana Lúcia Torre como Adneia dos Passos
- Tainá Müller como Aura
- Ellen Roche como Suzana
- Fábio Lago como Nick
- Mayana Neiva como Leandra
- Bella Piero como Laura Sandoval
- Rafael Zulu como Aparecido "Ciso"
- Fernanda Nizzato como Vanessa Moreira †
- Igor Angelkorte como Rafael
- Giovana Cordeiro como Cleo Alcântara
- Sandra Corveloni como Lorena Sandoval
- Paulo Betti como Dr. Maurício Guimarães
- Vera Mancini como Rosalinda
- Sérgio Fonta como Amaral
- Malu Rodrigues como Karina
- Vanessa Giácomo como Taís
- César Ferrario como Rato † Villano
- Felipe Titto como Odilo
- Narjara Turetta como Zildete
- Alexandre Rodrigues como Valdo
- Rafael Losso como José Victor Villano
- Vitor Figueiredo como Tomás Tavares Monserrat
- Priscila Assum como Desirée

## Emisión internacional
En Portugal, el estreno de El otro lado del paraíso se confirmó antes de su lanzamiento en Brasil, al igual que su predecesor, A Força do Querer. El estreno ocurrió el 15 de enero de 2018. La telenovela fue incluida en el catálogo de ventas de Globo 2019, lanzado en el mes de enero en Natpe Miami. Sin embargo, ya en el mes de diciembre de 2018, el canal uruguayo, Teledoce comenzó a emitir los primeros teasers de la telenovela, para ser lanzada el 14 de enero del año siguiente.

## Premios y nominaciones
| Año  | Premio                  | Categoría             | Dirigido            | Resultado | Referencias |
| ---- | ----------------------- | --------------------- | ------------------- | --------- | ----------- |
| 2018 | Prêmio Nelson Rodrigues | Mejor Tema Abordado   | Bella Piero         | Ganadora  |             |
| 2018 | Melhores do Ano         | Actor de Novela       | Sérguio Guizé       | Ganador   | [ 10 ]      |
| 2018 | Melhores do Ano         | Actriz de Novela      | Bianca Bin          | Nominada  | [ 11 ]      |
| 2018 | Melhores do Ano         | Actor de Reparto      | Juliano Cazarré     | Nominado  | [ 12 ]      |
| 2018 | Melhores do Ano         | Actor Revelación      | Anderson Tomazini   | Nominado  | [ 13 ]      |
| 2018 | Melhores do Ano         | Actriz Revelación     | Bella Piero         | Ganadora  | [ 14 ]      |
| 2018 | Melhores do Ano         | Actor/Actriz Infantil | Vítor Figueiredo    | Nominado  | [ 14 ]      |
| 2018 | Melhores do Ano         | Mejor Primera Actriz  | Fernanda Montenegro | Ganadora  |             |
| 2018 | Melhores do Ano         | Mejor Primera Actriz  | Marieta Severo      | Nominada  |             |